# Kuntao
KunTao (kuntaw, kun tao, kuon tao) (chino: 拳道, POJ: kûn-thâu, Pinyin: Quán Dào, Zhuyin: ㄑㄩㄢㄉ, Hokkien: el camino del puño) es una palabra genérica que se refiere a los sistemas de artes marciales chinos que se practican actualmente en el Sureste de Asia. En las Filipinas, se practica también un arte del mismo nombre con similares raíces (el KunTaw).
Este arte marcial " Kun Tao " viene de los enfrentamientos de Indonesia Y China. Los Chinos usaban el Wu Shu (Kung Fu) y los Indonesios el Silat.
En China, esta denominación se aplica a cualquier sistema de pelea o boxeo chino. El término tiene como origen dos palabras: Kun/Quan (chuan en cantonés) = "Puño", y Fa (Faat en cantonés) o sea Chuan Fa o Quan Fa = "Método", "modo" o "ley". Es interesante notar que el ideograma “Tao” no se utiliza en el término tradicional como parte de la palabra Kun Tao, pero aun cuando se utilizan los ideogramas Kun y Fa, el término Kun Tao es el que se expresa.
Wu Shu, Shaolin Chuan y Wing Chung, como ejemplos, son Kun Do. La palabra Kung Fu es incorrectamente atribuida al Boxeo Chino. Kung Fu significa literalmente “Maestría” y no “Arte Marcial”.
Es entonces importante establecer la diferencia entre el uso de la palabra "Kun Do" en China, y el uso de la misma (KunTao) en el sureste de Asia y en Occidente (Europa y América).
Mezcla el kung fu, el kali y el silat. No hay kimono específico para este arte marcial (pero normalmente suele ser ropa de color negro) ya que no está enfocado a la competición sino a la defensa personal.
Difundido durante siglos por mercaderes chinos, existen estilos de kuntao en Indonesia, Malasia (particularmente Borneo), Filipinas, Singapur y otros países.
Habiendo sistemas locales de pelea en estos países surasiáticos, como es el Silat y el Kali (Arnis/Iscrima) en las Filipinas, el KunTao identifica particularmente entonces a los sistemas chinos que se practican en estos países, diferenciándolos de los locales. KunTao no es Silat, ni tampoco Kali. Sin embargo, el KunTao, o los sistemas de pelea chinos practicados por los emigrantes chinos a estos países, se “adapta” a las situaciones de combate locales. 
Por razón a la guerra de revolución en Indonesia y extensión de la independencia de Holanda, las personas de origen chino y neerlandés en Indonesia sufren de persecución racial y por lo mismo se fugan de Indonesia. Específicamente, KunTao se conoce en su mayoría en el Oeste (Europa y América) por motivo de la migración de estas personas, específicamente de origen holando-indonesio, que llegan a Holanda y Estados Unidos en los años 1960. Estos maestros holando-indonesios (Indos o Dutch-Indos en inglés) establecen escuelas, que son extensiones de los sistemas en sus países natales y en su mayoría continúan un contacto fraternal con sus raíces marciales.
En los Estados Unidos, las escuelas y sistemas enseñan abiertamente, cosa que no era posible en Indonesia. La práctica de KunTao en los países del Sureste de Asia no era deporte, sino sistemas combativos de defensa personal y por lo mismo, sumamente secretos y cerrados al público en general.
Familias tales como VanDerGroen, DeThouars, Reeders, Terlinden e Ingram, entre otras, establecieron la presencia de los sistemas indonesios en Estados Unidos y Europa, incluyendo a KunTao y Silat.